# FCL LM4
Die Reihe LM4 sind vierachsige schmalspurige Diesellokomotiven mit Mittelführerstand der Ferrovie Appulo Lucane (FAL) und der Ferrovie della Calabria (FC) in Süditalien.

## Geschichte

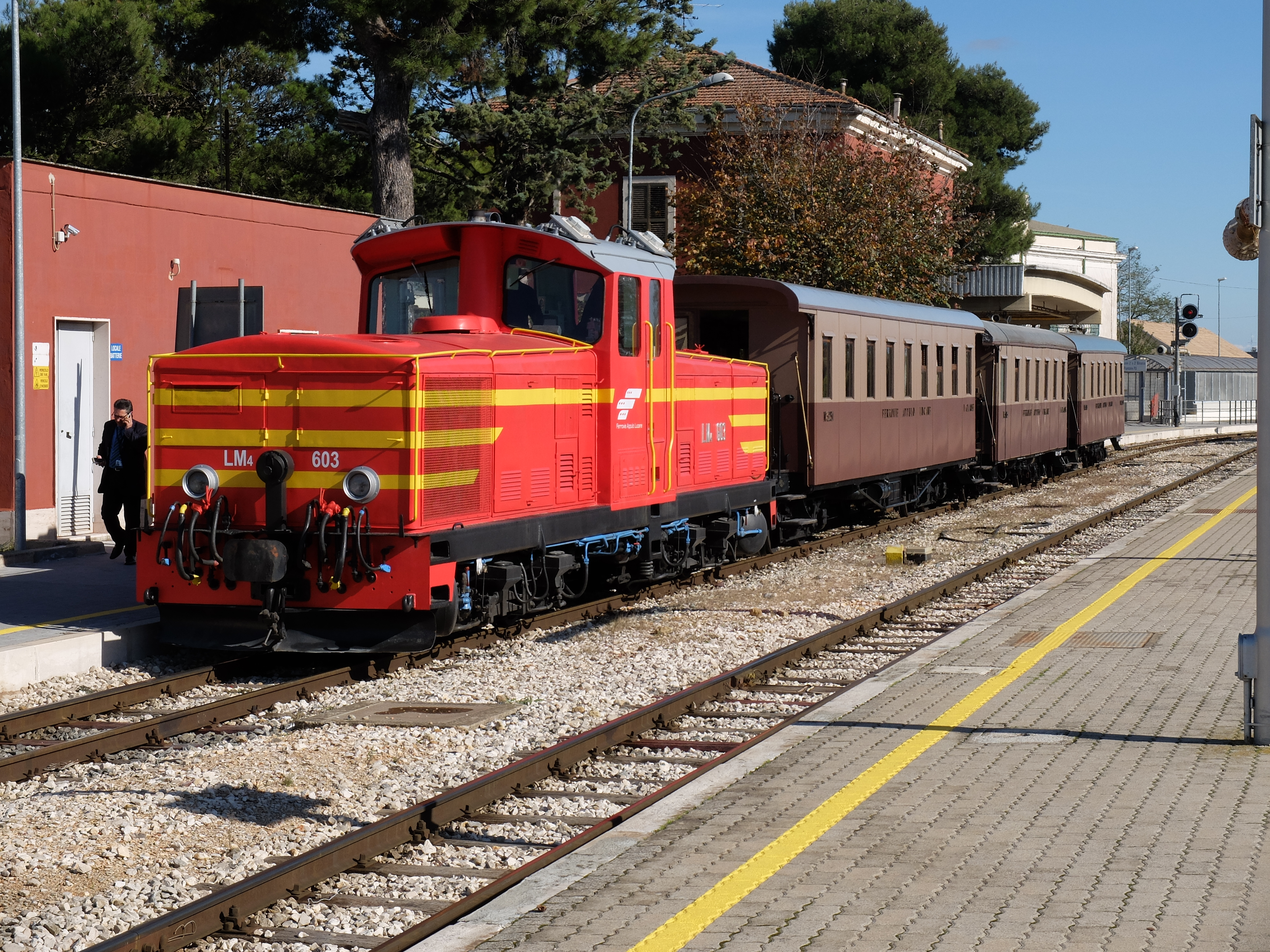
LM4.603 der FAL mit historischen Personenwagen in Altamura

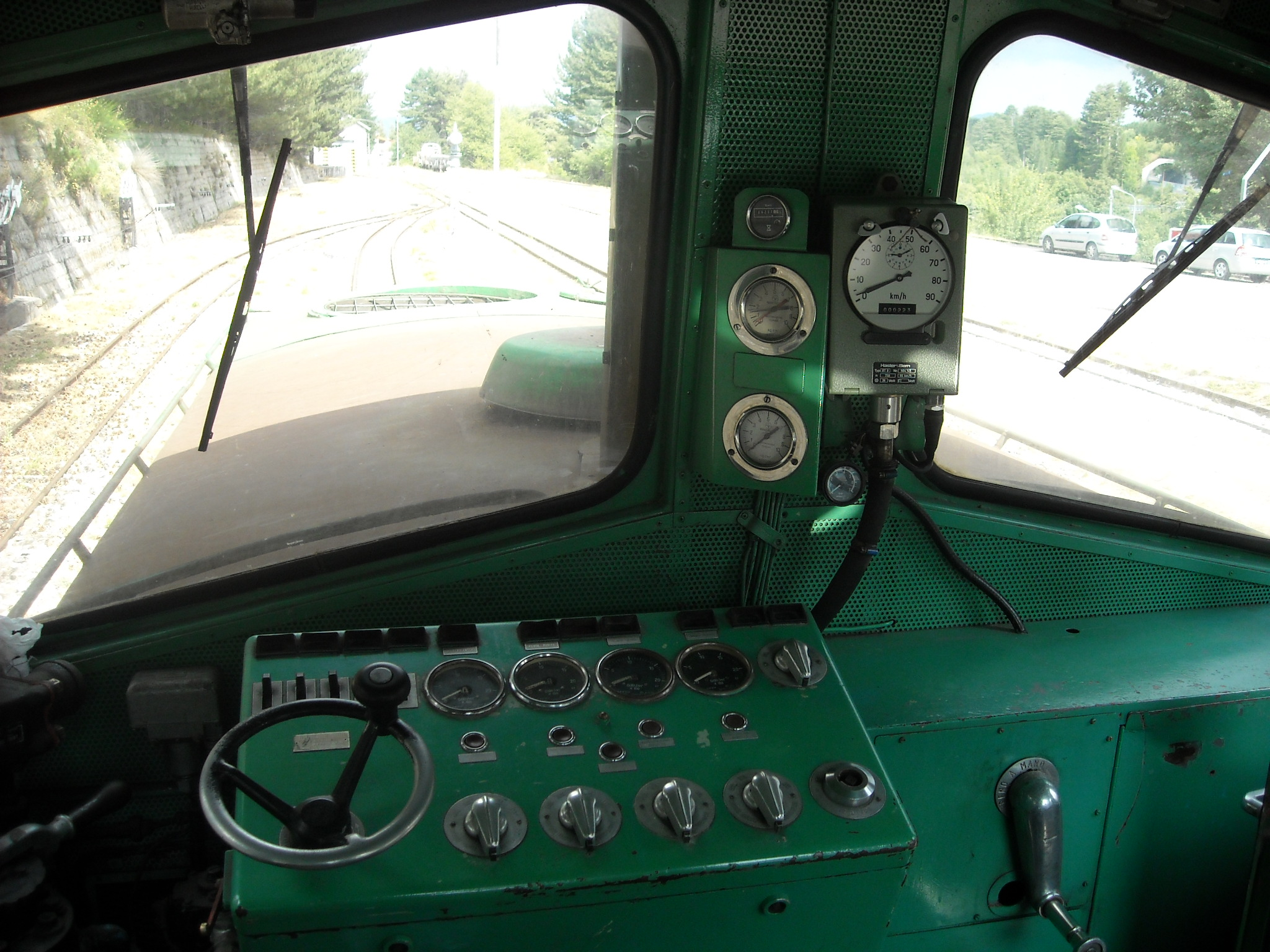
Blick aus dem Führerstand der LM4.606 der FC

Die Reihe LM4 wurde 1975/76 von den Ferrovie Calabro Lucane (FCL) in Dienst gestellt, um die Dampftraktion bei Güter- und Bauzügen zu ersetzen. Die neun Maschinen wurden von Breda und Ferrosud auf Basis der von den Ferrovie della Sardegna eingesetzten Lokomotiven der Reihe LDe entwickelt.
Die dieselhydraulischen Lokomotiven werden von zwei Dieselmotoren des in Bari ansässigen Herstellers Isotta Fraschini Motori angetrieben. Die Drehgestelle sind vom gleichen Typ wie bei den Triebwagen M2.120. Die LM4.601, 606 und 609 wurden für den Dienst auf den Strecken nach Catanzaro und San Giovanni in Fiore dem Depot Cosenza zugeteilt, 602–604 wurden in Bari stationiert und die restlichen Maschinen kamen nach Gioia Tauro. 1981 wurde LM4.601 und 1985 die Nummer 607 nach Bari versetzt.
Mit der Aufteilung der Ferrovie Calabro Lucane kamen 1991 die Lokomotiven 601, 606 und 609 zu den Ferrovie della Calabria und die restlichen Maschinen zu den Ferrovie Appulo Lucane.